# Збуйно (Люблінське воєводство)
Збуйно (пол. Zbójno) — село в Польщі, у гміні Сосновиця Парчівського повіту Люблінського воєводства.
Населення — 47 осіб (2011).
У 1975-1998 роках село належало до Холмського воєводства.

## Демографія
Демографічна структура станом на 31 березня 2011 року:
|          | Загалом | Допрацездатний вік | Працездатний вік | Постпрацездатний вік |
| -------- | ------- | ------------------ | ---------------- | -------------------- |
| Чоловіки | 24      | 6                  | 16               | 2                    |
| Жінки    | 23      | 4                  | 12               | 7                    |
| Разом    | 47      | 10                 | 28               | 9                    |